# Давидович Ярослав Васильович
Яросла́в Васи́льович Давидо́вич (нар. 20 квітня 1948, Великі Гаї) — заслужений юрист України, з 8 грудня 2004 по 30 травня 2007 року був головою Центральної виборчої комісії. Нагороджений Почесною грамотою Кабінету міністрів України з врученням пам'ятного знаку (жовтень 2003 року).

## Біографія
Народився 20 квітня 1948 року в селі Великі Гаї Тернопільського району Тернопільської області.
Освіта вища. У 1972—1978 роках вчився на юридичному факультеті Львівського державного університету імені Івана Франка, за спеціальністю юрист.
Трудову діяльність розпочав у 1965 році. Після служби у Збройних Силах працював на комсомольській роботі, протягом останніх двадцяти років — інструктором, завідувачем організаційного відділу Тернопільського облвиконкому та Тернопільської облдержадміністрації, старшим консультантом відділу зі зв'язків з місцевими органами влади і органами місцевого самоврядування Секретаріату Верховної Ради України.
12 листопада 1997 року призначений Верховною радою членом Центральної виборчої комісії, а 13 листопада того ж року обраний секретарем комісії. Організовував роботу Секретаріату Комісії щодо забезпечення діяльності Комісії та відповідно до Регламенту Комісії здійснює інші повноваження. Забезпечував розгляд скарг на рішення, дії або бездіяльність виборчих комісій, їх посадових осіб. В лютому 2004 року стає замісником голови ЦВК, а в грудні того ж року колеги обирають його головою.
Заслужений юрист України (04.1998). Державний службовець 2-го рангу (03.1998), 1-го рангу (11.1998). Почесна грамота КМ України (10.2003). Орден «За заслуги» III ступеня.

### Хронологія трудової діяльності
- квітень 1965 — квітень 1966 — помічник кіномеханіка;
- липень — листопад 1967 — кіномеханік кінотеатру імені І.Франка в Тернополі;
- листопад 1967 — листопад 1969 — служба в армії, в Москві;
- грудень 1969 — квітень 1970 — слюсар на ремонтно-монтажному комбінаті «Укрголовторгтехніка» в Тернополі;
- квітень 1970 — травень 1972 — кіномеханік, старший кіномеханік кінотеатру імені І.Франка в Тернополі;
- травень 1972 — листопад 1974 — секретар комітету комсомолу ПТУ № 9 міста Тернополя;
- листопад 1974 — жовтень 1979 — інструктор, завідувач відділу комсомольських організацій Тернопільського МК ЛКСМУ;
- листопад 1979 — травень 1990 — інструктор, завідувач сектору Тернопільського облвиконкому;
- травень 1990 — січень 1991 — завідувач оргвідділу президії Тернопільської облради народних депутатів;
- січень 1991 — березень 1992 — завідувач оргвідділу Тернопільського облвиконкому;
- травень 1992 — листопад 1996 — заступник керівника секретаріату;
- листопад 1996 — вересень 1997 — завідувач відділу управління майном Тернопільської облдержадміністрації;
- вересень — листопад 1997 — старший консультант відділу з питань діяльності рад та місцевого самоврядування Секретаріату Верховної Ради України;
- 13 листопада 1997 — 17 лютого 2004 — секретар Центральної виборчої комісії;
- 17 лютого 2004 — 08 грудня 2004 — заступник голови Центральної виборчої комісії;
- 8 грудня 2004 — 30 травня 2007 — голова Центральної виборчої комісії України.

Одружений, має двох доньок.
Дружина — Давидович Оксана Василівна, 1951 р.н., кандидатка медичних наук, доцентка кафедри терапії та геріатрії КМАПО ім. П.Шупика, заслужена працівниця освіти України; авторка понад 100 наукових праць, зокрема монографій «Фармакологія в кардіології» та «Клінічна фармакологія з рецептурою»;
Донька — Давидович Наталія Ярославівна, 1973 р.н., кандидатка медичних наук, ендокринологиня;
Донька — Давидович Людмила Ярославівна, 1982 р.н., політолог-міжнародниця, перекладачка з мови гінді. З листопада 2005 року — дипломатка, співробітниця МЗС України. Кандидатка політичних наук, авторка наукових праць з питань історії дипломатії та зовнішньої політики України. У 2014 році призначена консулкою Генерального консульства України в Торонто, з жовтня 2014 року виконує обов'язки Генерального консула.